# Ражљево
Ражљево је насељено мјесто у саставу дистрикта Брчко, БиХ.

## Становништво
| Националност       | 1991.        |
| Срби               | 331 (97,07%) |
| Хрвати             | 2 (0,59%)    |
| Муслимани          | 0            |
| Југословени        | 4 (1,17%)    |
| остали и непознато | 4 (1,17%)    |
| Укупно             | 341          |

## Религија
У селу налази се српска православна црква Светог великомученика Димитрија, која припада епархији зворничко-тузланској.
Црква је грађена од 1990. до 1991 године. Она је парохијска црква, парохије Ражљево, која је основана 1999. године. У селу постоје два гробља. Једно гробље се налази у Ражљеву, а друго у засеоку Попово Поље.